# We Are Loud
We Are Loud est un duo de DJs et producteurs néerlandais.
Formé en 2013, il est essentiellement connu pour sa collaboration avec le groupe Showtek, Booyah (en), qui se classa dans pas moins de 8 pays.
Leurs titres sont diffusés via le label néerlandais Spinnin' Records.

## Discographie[4]

### Singles / Eps
- 2013 : Booyah (avec Showtek et Sonny Wilson) [Spinnin Records]
- 2013 : Booyah (The Remixes) (inc. Lucky Date Remix) [Spinnin Records]
- 2014 : Follow [Oxygen]
- 2014 : We Are One (avec Wolfpack) [Smash The House]
- 2014 : Rewind Selecta (Album Edit) (avec Organ Donors, Sonny Wilson) [Total Music]
- 2015 : Light It Up (avec Badd Dimes, feat. Sonny Wilson) [DOORN (Spinnin)]
- 2016 : Everybody
- 2016 : Drowning (avec Justin Prime) [Armada Music]
- 2017 : Stay High (feat. Ida) [Spinnin Records]
- 2017 : Tomorrow Sounds (avec Justin Prime, feat. Grey MTTR) [Armada Music]
- 2017 : Bomba Klats EP [Boom Tsjak (Flashover)]
- 2017 : Tandori Groove [Hexagon (Spinnin)]
- 2018 : I Like To Move It (avec Sonny Wilson) [Spinnin Premium]
- 2018 : Waverider [AFTR:HRS]
- 2018 : Coming Back To You [Boom Tsjak (Flashover)]
- 2018 : Me And My House (avec Henry Himself) [Boom Tsjak (Flashover)]
- 2018 : Top of the World (avec Foxa) [Boom Tsjak (Flashover)]
- 2018 : Booyah 2018 Remixes [Spinnin Records]
- 2018 : Can't Help Myself (feat. Deb's Daughter) [Spinnin Records]
- 2019 : Turn It Up (avec Foxa, feat. Lex Blaze) [Strange Fruits]
- 2019 : Face Change [Boom Tsjak (Flashover)]
- 2019 : Holding On (avec Justin Prime) [One Seven]
- 2019 : Bite Down [One Seven]